# Estrela relativística

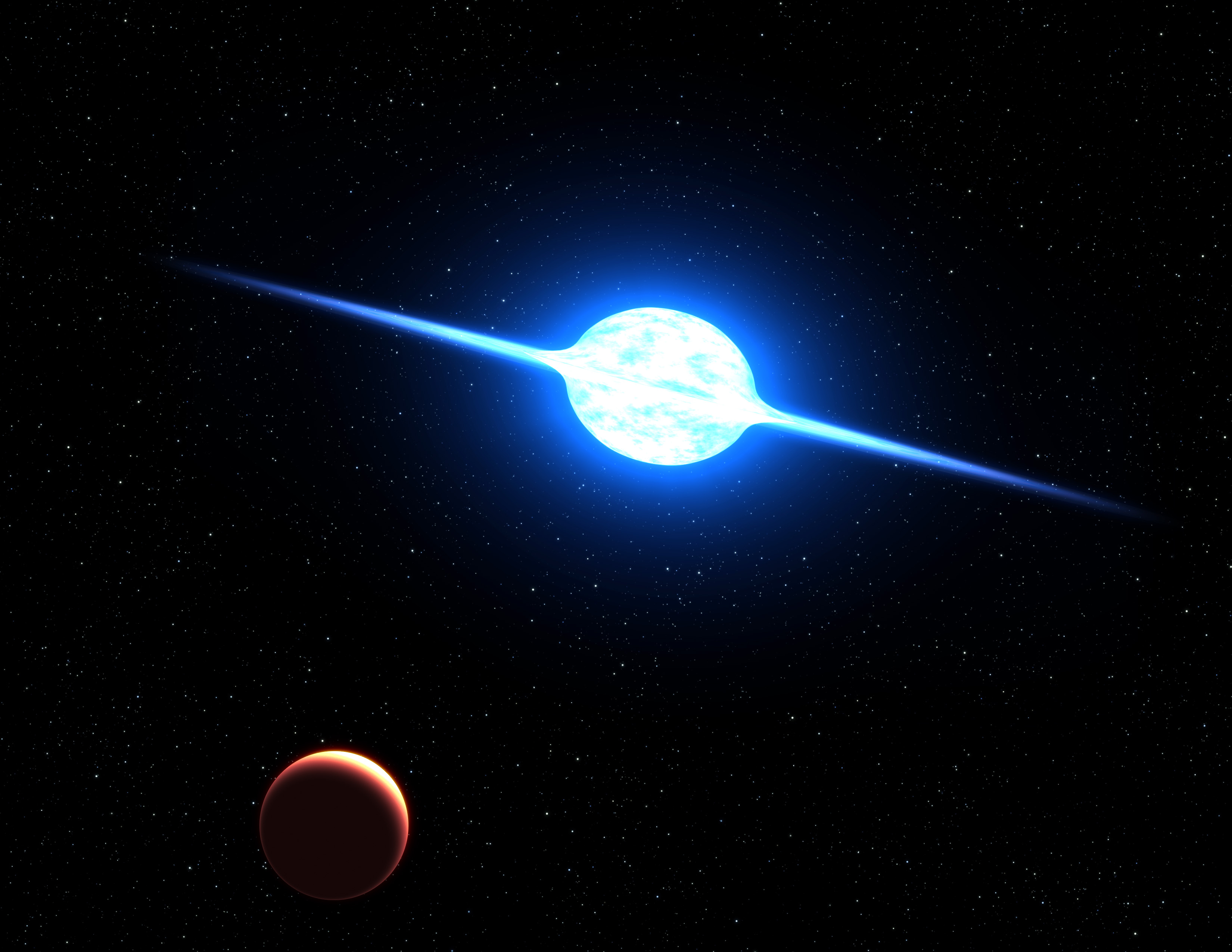
A enorme e brilhante jovem estrela, chamada VFTS 102, gira a mais de um milhão de quilômetros por hora, ou 100 vezes mais rápido do que o nosso Sol.

Uma estrela relativística é uma estrela em rotação cujo comportamento é bem descrito pela relatividade geral, mas não pela mecânica clássica. O primeiro desses objetos a ser identificado foram os pulsares de rádio, que consistem em estrelas de nêutrons em rotação. Estrelas supermassivas giratórias são uma forma hipotética de estrela relativística.  Estrelas relativísticas são uma possível fonte para permitir o estudo das ondas gravitacionais. Espera-se elas sejam gravitacionalmente ligadas a buracos negros no centro de muitas outras galáxias.